# Схватка (фильм, 1972)
«Схватка» — советский фильм 1972 года режиссёра Степана Пучиняна, продолжение вышедшего тремя годами ранее его фильма «Повесть о чекисте».

## Сюжет
О дальнейшей судьбе советского разведчика — главного героя фильма «Повесть о чекисте».
1944 год. Под именем инженера Груббе в немецком тылу работает советский разведчик. Его задание — достать чертежи новой секретной подводной лодки типа «Вальтер». Неожиданным помощником Груббе становится немецкая инженер Ханна Эккер, к которой он испытывает глубокую и взаимную симпатию. Но этими же чертежами интересуется инженер Иохим, желающий с ними совершить побег на сторону Англии, продать английской разведке данные и затем обосноваться в Новой Зеландии. Груббе удается получить документы, но он не может вынести их с верфи. Это может сделать только Ханна…

С героем этого фильма зрители уже знакомы. В картине «Повесть о чекисте» он действовал под фамилией Крафта, теперь его имя — Груббе. Тогда советский разведчик находился в оккупированной гитлеровцами Одессе, сейчас он попадает в один из немецких портов, где испытывается новый тип подводной лодки «Вальтер». Задача Груббе достать и передать в Центр принципиальную схему «Вальтера». Всё что связано с выполнением задания, и составляет сюжетную основу фильма, который следует канонам приключенческого жанра.— Советский экран, 1973

## В ролях
- Лаймонас Норейка — Груббе, инженер, начальник механического отдела, советский разведчик
- Людмила Чурсина — Ханна Эккерт, инженер-судостроитель
- Юрий Яковлев — Иоахим, немецкий инженер
- Борис Иванов — фон Эрбах, директор судостроительного завода
- Гедиминас Карка — Лемке, связной, хозяин гаштета
- Улдис Лиелдидж — Фоглер, инспектор департамента кораблестроения
- Константин Желдин — майор Крафт, гестаповец
- Раиса Лунёва — секретарь Эрбаха
- Витаутас Эйдукайтис — начальник отдела секретной документации

## Критика
Исполнитель роли Груббе артист Л. Норейка, как и предыдущем фильме, стремится создать на экране тип смелого, мужественного разведчика, глубокий, психологически интересный человеческий характер. Драматургия и режиссура фильма не во всём соответствуют этому. Структура картины больше тяготеет к движению событий, чем к развитию характера.— Советский экран, 1973

## Рецензии
- Шацилло Д. — Воплощение темы (Худож. фильмы «Человек с той стороны», «Вид на жительство», «Схватка» // Правда, 23 ноября 1972
- Прокопьев М. — «Схватка» (Худож. фильм. Режиссёр-постановщик С. Пучинян) // Советская Чувашия, 25 февраля 1973